# Ridled

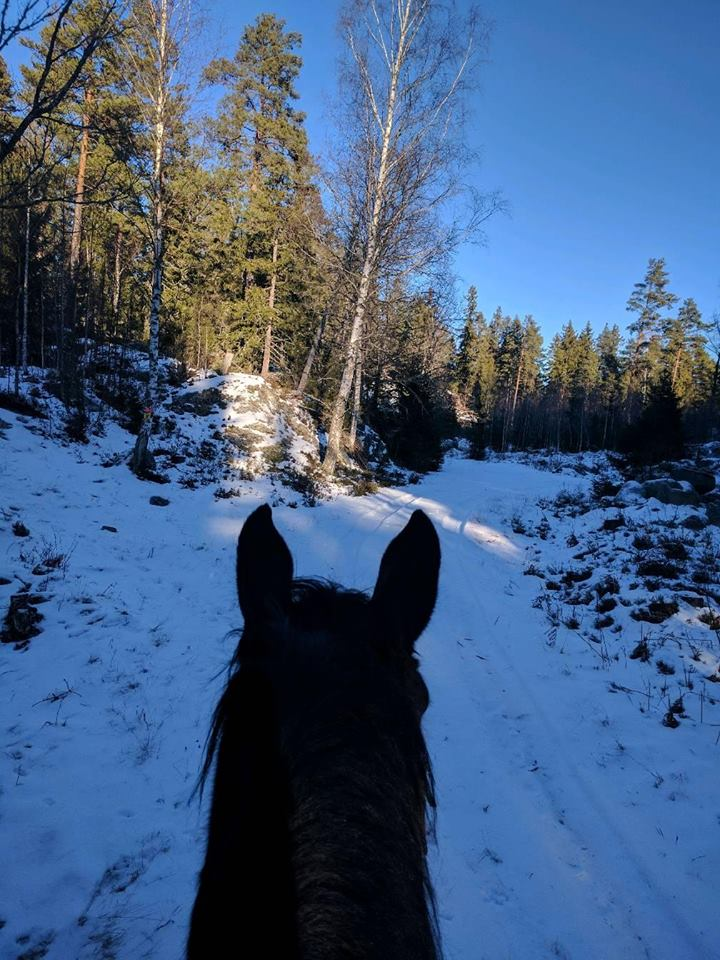
Ridled på vintern.

Ridled är längre ridvägar i naturen som anpassats för ridning till häst. Stigen kan vara opreparerad men är ofta belagd med grus eller träflis som gör den både mjuk och gör att marken inte förstörs av hovarna. Vid långfärdsridning kan en viss infrastruktur behövas som t.ex. "bed and box"-erbjudanden, rasthagar och möjlighet att försörja sin häst med foder.

## Ridleder utanför Norden
Att kunna rida genom skog och mark är utanför Norden ingen självklart rättighet. I Storbritannien är tillträde till privat mark som regel förbjuden och man behöver har en "right of way" för att kunna använda det. I Tyskland är ridning på skogsvägar en komplicerad fråga. Ofta är det förbjudet eller också tillämpas speciella regler. Ofta skiljer sig reglerna markant från delstat till delstat (Bundesland). I vissa områden har hästar "nummerplåtar" och får bara färdas på offentliga vägar och särskild bestämda skogsvägar.
För att gynna turism med häst har man på många ställen anlagt ridleder. Italien har en ganska utbyggd nät av långfärdsridvägar som man kallar för "ippovie" som t.ex. Ippovie Toscance . I Tyskland finns på flera ställen långfärdsridvägar som då kallas ofta "Wanderreitwege" som t.ex. "Wanderreitweg schwäbische Alb" 

## Ridleder i Sverige
Allemansrätten ger rätt att rida genom skog och mark. Rätten gäller inte när man anlägger en ridled. Fördelen med att rida på en markerad ridled är att markägarna har godkänt sträckningen och konfliktpotentialen minskar avsevärt. Korta ridleder finns kring många hästanläggningar, främst i tätbefolkade områden.
I likhet och med inspiration från vandringsleder har det kommit till markerade ridleder som gör långfärdsridning eller semester med häst mera tillgängligt. Ridledernas huvudman är ofta ekonomiska föreningar där olika hästturismaktörer har sammanslutit sig, fast även ideella föreningar och kommuner förekommer som huvudman.

### Kända långfärdsridleder i Sverige
- Ridleden i Bergmansbygden[4] ligger i södra Dalarna, ca 30 mil och går att rida i flera större och mindre rundor.vissa sträckor passar för häst och vagn.
- Skaraborgsleden går genom Tidaholms kommun och är sammanlagt ca. 12 mil. Ett 10-tal logistikställen finns. [5]
- Gusturleden är 4 mil och går strax utanför Sundsvall och drivs av en islandshästföreningen.[6]
- Ridled genom Halland är en 11 mil lång ridväg genom Halland. 4 mil dras dock på asfalterade vägar.[7]
- Ridleder i Tiveden är ett 30 mil långt nätverk av ridleder i skogen Tiveden med 14 deletapper som drivs av en ideell förening. [8]
- Sörmlandsleden går nästan 40 mil genom Södermanland och är delvis en kombinerad vandrings-, rid- och cykelsträcka. [9]
- Skagern runt är en 10 mil lång kombinerad cykel-, vandrings- och ridled i gränsbygden mellan Götaland och Svealand. [10]
- Ridled Siljan går runt Siljan i Dalarna. Trots att den ekonomiska föreningen som har byggt upp ridleden gick i konkurs [11] finns ridleden kvar i naturen. Logiställena berörs inte av konkursen. Viss information finns på Rättviks kommuns hemsida[12]
- På Gotland finns ridleden Hovleden som är en häst-, kör- och vandringsled som går i princip runt hela Gotland[13]
- Ridled genom Glasriket är ca. 10,5 mil lång och ligger i Nybro Kommun. Ridleden invigdes 2007. [14]
- Norra Värends Ridled i Småland drivs av en ekonomisk förening och är ca. 8 mil lång. [15]